# Leopoldina
Leopoldina là một đô thị thuộc bang Minas Gerais, Brasil. Đô thị này có diện tích 942,74 km², dân số năm 2007 là 51451 người, mật độ 56 người/km².